# Герінгей Рейсерз
«Герінгей Рейсерз» (англ. Harringay Racers) — хокейний клуб з передмістя Лондона, Велика Британія. Заснований у 1936 році.

## Історія
Клуб заснований в 1936 році і спочатку грав разом з «Герінгей Грейгаундс» на «Герінгей Арені». Обидва клуби виступали в Англійській Національній Лізі. «Герінгей Рейсерз» виграли чемпіонат в сезоні 1937/38 років. Після перерви (викликаною Другої світовою війною), матчі в Лізі поновилися в кінці 40-х років і «Рейсерз» ще раз стали чемпіонами в сезоні 1948/49 років. Після цього чемпіонату обидва клуби з Герінгею об'єдналися в єдину команду.
У 1954 році Англійська Національна Ліга та Шотландська національна ліга об'єдналися в Британську Національну лігу. «Рейсерз» стали першими чемпіонами новоствореної ліги, але знялися з чемпіонату у 1958 році, коли арена клубу була продана компанії з харчових продуктів для зберігання продовольства. 
Нова команда під оригінальною назвою «Герінгей Рейсерз» була відновлена в 1990 році, грала в «Олександра-палац». Він зник у 1992 році, хоча «Герінгей Грейгаундс» короткий час носив це ім'я в 2002 році.